# 내선 직접 호출
내선 직접 호출(Direct inward dial, DID)은 고객이 사설 구내 교환기(PBX) 시스템을 사용할 수 있도록 전화 회사에서 제공해 주는 기능을 말한다. 전화회사는 고객의 PBX에 연결하기 위해 고객에게 한 개 이상의 중계선(trunk line)을 제공하며, 해당 중계선에 일정 범위의 전화번호들을 할당한 뒤 모든 통화를 중계선을 통해 PBX로 전달한다. 그리고 PBX로 통화를 연결할 때, 주로 마지막 네자리 숫자인 수신 대상 번호(dialed destination number, DNIS)를 같이 전송해줘서 PBX가 교환원 없이도 직접 사내 내선번호로 연결할 수 있도록 한다. 이런 방식으로 DID 서비스는 가입자 회선수를 평균 통화량 정도로 제한하면서도 개개의 내선번호로 직접 연결할 수 있게 해 준다.
과거 DID는 아날로그 방식이였다. 이때 방식의 DID 회선은 고객 구내 장치를 통해 전원을 공급받아야 했다. 중앙전화국 장치가 전화선의 전원 상태를 감지하고, 회선에 전원이 공급되지 않은 경우 서비스를 비활성화하는 방식으로, 중앙 전화국에서 전원을 공급해주는 기존의 일반 전화 서비스(POTS)와는 정반대의 방식이었다. 오늘날에는 PRI 회선으로 DID를 제공하는 것이 훨씬 더 일반적이다.
미국의 AT&T는 1960년대에 독일 도이치텔레콤사의 IKZ 서비스를 벤치마킹하여 DID를 개발했다. DID 서비스는 주로 직접 외부 호출 방식 (DOD, Direct outward dialing)의 서비스와 결합되어 사용되며, 이를 통해 PBX는 외부통화에 내선번호를 발신자 표시번호로 사용하도록 해준다.

## 적용: 팩스
DID는 팩스 서버에서도 사용된다. 일단 전화회선 하나가 팩스 서버 소프트웨어와 팩스 모뎀이 설치된 컴퓨터에 연결된다. 그리고 이 회선에 등록된 전화번호들 중 몇 자리를 통해 수신자를 식별한다. 이를 통해 다수의 수신자가 하나의 팩스 기계만 있어도 각각 개별의 팩스 번호를 가질 수 있다.

## 적용: VoIP 통신
VoIP 통신도 비슷한 방식으로 DID 서비스를 사용한다. VoIP 통신에서는 공중 교환 전화망(PSTN)에서 VoIP 네트워크 유저에게 바로 직접 전화를 걸 수 있게 해 주기 위해 게이트웨이에 DID 번호를 할당해 둔다. 게이트웨이는 여기서 두 네트워크 간의 프로토콜을 변환해서 전송해 준다.

## 서비스 제공
미국에서 DID 번호 및 서비스는 경쟁적 지역 교환 통신 사업자(CLEC)를 통해 대량 구입할 수 있다. 국제 DID 번호는 국제전화 공급업체에서 대량으로 구입할 수 있다. 또한 영국 DID 번호는 무료로 받을 수 있으며 SIP로 최종연결되거나 인바운드트래픽에 대한 수익을 창출 할 수 있다.

## 직접 외부 호출 방식
PBX를 사용되는 DID와 반대되는 개념의 서비스는 직접 외부 호출 방식 (DOD) 또는 중앙전화국직접호출 (DDCO)이라고 부른다. DOD는 주로 DID 서비스와 결합되어 제공되며, 서비스를 제공받는 내선번호라면 교환원을 통하지 않고도 직접 모든 외부 전화번호로 전화를 걸 수 있다. 내선전화가 발신전화를 걸 때 표시되는 발신자번호(caller-id )는 보통 DID 내선번호로 설정되지만 회사의 대표번호로 설정될 수도 있다.

## 같이 보기
- 발신 번호 확인 서비스 (DNIS)
- 다이얼 플랜